# Grzegorz Ciągardlak
Grzegorz Ciągardlak (ur. 20 sierpnia 1977 w Warszawie) – polski aktor telewizyjny, teatralny i filmowy.

## Życiorys

### Kariera
Zadebiutował w 2010 roku za sprawą roli sprzedawcy w serialu Usta usta i epizodycznej roli w serialu Ojciec Mateusz. W latach 2017– 2020 grał rolę Mieczysława Spyrki w serialu W rytmie serca.

## Filmografia
| Filmy |                                         |                                         |                      |
| Rok   | Tytuł                                   | Rola                                    | Uwagi                |
| 2010  | Trzy minuty. 21:37                      | syn chorego                             |                      |
| 2010  | Ciacho                                  | Wienia                                  |                      |
| 2010  | [Cargo]                                 | policjant                               | etiuda szkolna       |
| 2012  | Supermarket                             | kierowca                                |                      |
| 2012  | Miłość                                  | policjant w komisariacie                |                      |
| 2012  | Być jak Kazimierz Deyna                 | sędzia                                  |                      |
| 2015  | Słaba płeć?                             |                                         |                      |
| 2016  | Myszy i szczury                         | Rosły                                   | film krótkometrażowy |
| 2016  | 7 rzeczy, których nie wiecie o facetach | strażnik                                |                      |
| 2019  | Futro z misia                           | „Długi Jaś”                             |                      |
| 2021  | Dziewczyny z Dubaju                     | polityk w Cannes                        |                      |
| 2021  | Bo we mnie jest seks                    |                                         |                      |
| 2022  | Szczęścia chodzą parami                 | zakonnik Symeon                         |                      |
| 2022  | Prorok                                  | esbek w Liksjanach                      |                      |
| 2022  | Koniec świata, czyli kogel-mogel 4      | budowlaniec                             |                      |
| 2022  | Gdzie diabeł nie może, tam baby pośle   | ochroniarz                              |                      |
| 2023  | Skołowani                               | uczestnik pielgrzymki niepełnosprawnych |                      |

| Produkcje telewizyjne |                                    |                                                   |                                                             |
| Rok                   | Tytuł                              | Rola                                              | Uwagi                                                       |
| 2010                  | Usta usta                          | sprzedawca                                        | odcinek: 7                                                  |
| 2010                  | Ojciec Mateusz                     |                                                   | odcinek: 34; wymieniony w napisach końcowych jako Ciągorlak |
| 2011                  | Na dobre i na złe                  | Bogdan                                            | odcinek: 463                                                |
| 2011                  | Instynkt                           | aspirant Wodiczko                                 | odcinki: 1, 3–13                                            |
| 2013                  | Barwy szczęścia                    | egzaminator                                       | odcinek: 957                                                |
| 2013–2014             | To nie koniec świata               | aspirant Krasny                                   | odcinek: 3, 15, 17–20, 25, 26                               |
| 2015                  | O mnie się nie martw               | Grzegorz Szumiło                                  | odcinek: 33                                                 |
| 2017                  | Za marzenia                        | ochroniarz w szpitalu                             | odcinek: 2                                                  |
| 2017–2020             | W rytmie serca                     | Mieczysław Spyrka, taksówkarz w Kazimierzu Dolnym | odcinki: 3, 7, 9, 16, 18, 23, 35, 48, 53, 55, 58, 60        |
| 2018                  | Leśniczówka                        | policjant                                         | odcinki: 12, 33, 40, 55, 56, 60, 72                         |
| 2019–2020             | Miasto długów                      | Gerard Kwiatkowski                                | odcinek: 2                                                  |
| 2020                  | Królestwo kobiet                   | stolarz                                           | odcinek: 5                                                  |
| 2020–2021             | BrzydUla 2                         | policjant                                         | odcinki: 59, 60                                             |
| 2021                  | Ojciec Mateusz                     | ochroniarz Mariusz Ochotko                        | odcinek: 321                                                |
| 2021                  | Na sygnale                         | Mariusz                                           | odcinek: 327                                                |
| 2021                  | Na dobre i na złe                  | kucharz                                           | odcinek: 826                                                |
| 2021                  | Mecenas Porada                     | sprzedawca warzyw i owoców                        | odcinki: 4, 6, 7, 8, 11                                     |
| 2021                  | Kuchnia                            | strażak                                           | odcinek: 16                                                 |
| 2021–2023             | Barwy szczęścia                    | mieszkaniec Borek                                 |                                                             |
| 2022–2024             | Sługa narodu                       | poseł Szymon Filipiak                             | odcinki: 6, 7, 8                                            |
| 2023                  | Rafi                               | Koszucki                                          | odcinek: 7                                                  |
| 2023                  | Prawdziwe historie polskich fortun | ochroniarz                                        | odcinek: 4                                                  |
| 2023                  | Korona królów. Jagiellonowie       | strażnik więzienny Gniewosz                       | odcinki: 25, 46–48, 50, 58, 80, 91, 92, 95                  |
| 2023                  | Emigracja XD                       | kierowca autobusu                                 | odcinek: 2                                                  |
| 2023                  | 1670                               | chłop Wawrzyniec                                  | odcinki: 2, 3, 4, 7, 8                                      |
| 2024                  | Będziemy mieszkać razem            | policjant                                         | odcinek: 2                                                  |